# Lijst van nummer 1-hits in Duitsland in 1978
Deze hits stonden in 1978 op nummer 1 in de Musikmarkt Top 50, de bekendste hitlijst in Duitsland.
| Datum        | Artiest                            | Titel                         |
| ------------ | ---------------------------------- | ----------------------------- |
| 6 januari    | Santa Esmeralda & Leroy Gomez      | Don't let me be misunderstood |
| 13 januari   | Wings                              | Mull of Kintyre               |
| 20 januari   | Wings                              | Mull of Kintyre               |
| 27 januari   | Wings                              | Mull of Kintyre               |
| 3 februari   | Wings                              | Mull of Kintyre               |
| 10 februari  | Wings                              | Mull of Kintyre               |
| 17 februari  | Wings                              | Mull of Kintyre               |
| 24 februari  | Wings                              | Mull of Kintyre               |
| 3 maart      | Wings                              | Mull of Kintyre               |
| 10 maart     | Wings                              | Mull of Kintyre               |
| 17 maart     | Wings                              | Mull of Kintyre               |
| 24 maart     | Vader Abraham                      | Das lied der Schlümpfe        |
| 31 maart     | Vader Abraham                      | Das lied der Schlümpfe        |
| 7 april      | Vader Abraham                      | Das lied der Schlümpfe        |
| 14 april     | Vader Abraham                      | Das lied der Schlümpfe        |
| 21 april     | Boney M.                           | Rivers of Babylon             |
| 28 april     | Boney M.                           | Rivers of Babylon             |
| 5 mei        | Boney M.                           | Rivers of Babylon             |
| 12 mei       | Boney M.                           | Rivers of Babylon             |
| 19 mei       | Boney M.                           | Rivers of Babylon             |
| 26 mei       | Boney M.                           | Rivers of Babylon             |
| 2 juni       | Boney M.                           | Rivers of Babylon             |
| 9 juni       | Boney M.                           | Rivers of Babylon             |
| 16 juni      | Boney M.                           | Rivers of Babylon             |
| 23 juni      | Boney M.                           | Rivers of Babylon             |
| 30 juni      | Boney M.                           | Rivers of Babylon             |
| 7 juli       | Boney M.                           | Rivers of Babylon             |
| 14 juli      | Boney M.                           | Rivers of Babylon             |
| 21 juli      | Boney M.                           | Rivers of Babylon             |
| 28 juli      | Boney M.                           | Rivers of Babylon             |
| 4 augustus   | Boney M.                           | Rivers of Babylon             |
| 11 augustus  | John Travolta & Olivia Newton-John | You're the one that I want    |
| 18 augustus  | Boney M.                           | Rivers of Babylon             |
| 25 augustus  | John Travolta & Olivia Newton-John | You're the one that I want    |
| 1 september  | John Travolta & Olivia Newton-John | You're the one that I want    |
| 8 september  | Marshall Hain                      | Dancing in the city           |
| 15 september | John Travolta & Olivia Newton-John | You're the one that I want    |
| 22 september | John Travolta & Olivia Newton-John | You're the one that I want    |
| 29 september | John Travolta & Olivia Newton-John | You're the one that I want    |
| 6 oktober    | Boney M.                           | Rasputin                      |
| 13 oktober   | Smokie                             | Mexican girl                  |
| 20 oktober   | Clout                              | Substitute                    |
| 27 oktober   | Clout                              | Substitute                    |
| 3 november   | Clout                              | Substitute                    |
| 10 november  | Luv'                               | You're the greatest lover     |
| 17 november  | Luv'                               | You're the greatest lover     |
| 24 november  | Luv'                               | You're the greatest lover     |
| 1 december   | Luv'                               | You're the greatest lover     |
| 8 december   | Village People                     | Y.M.C.A.                      |
| 15 december  | Village People                     | Y.M.C.A.                      |
| 22 december  | Village People                     | Y.M.C.A.                      |
| 29 december  | Village People                     | Y.M.C.A.                      |